# حباجر (بعدان)

تعديل مصدري - تعديل

حباجر محلة تابعة لقرية الصليعى، التابعة لعزلة العذارب بمديرية بعدان إحدى مديريات محافظة إب في الجمهورية اليمنية، بلغ تعداد سكانها 31 حسب تعداد اليمن لعام 2004.